# St. Konrad von Parzham (Oker)

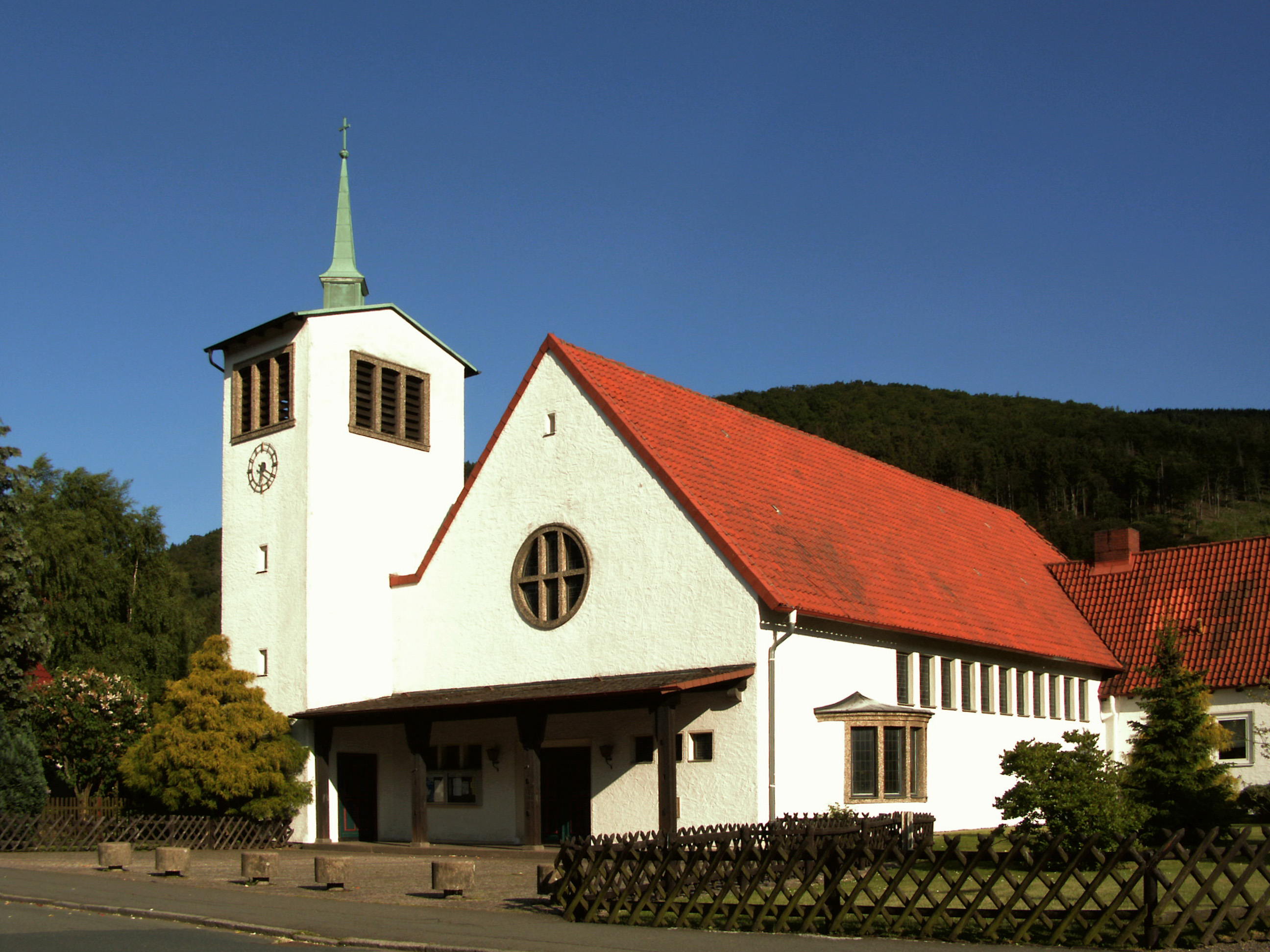
St.-Konrad-Kirche

Die Kirche Sankt Konrad von Parzham, auch kurz St. Konrad genannt, ist die katholische Kirche in Oker, einem Ortsteil von Goslar in Niedersachsen. Sie gehört zur Pfarrgemeinde St. Jakobus der Ältere mit Sitz in Goslar, im Dekanat Goslar-Salzgitter des Bistums Hildesheim. Die nach dem heiligen Konrad von Parzham benannte Kirche befindet sich in der Blumenstraße 1 (Ecke St.-Konrad-Straße).

## Geschichte
Im 16. Jahrhundert wurde die Bevölkerung im Raum Goslar durch die Einführung der Reformation evangelisch-lutherisch. So war auch die erste Kirche im 1527 gegründeten Oker, die ab 1823 erbaute Martin-Luther-Kirche, evangelisch-lutherisch.
Nachdem sich in Folge des Zweiten Weltkriegs die Zahl der Katholiken auch in der Gegend um Goslar durch den Zuzug von Flüchtlingen und Heimatvertriebenen stark erhöht hatte, bildete sich in Oker eine katholische Kirchengemeinde. Zuvor gehörte Oker zur Kirchengemeinde St. Jakobus der Ältere in Goslar. Im April 1947 nahm Pfarrer Georg Friebös in der neu errichteten Vikarie Oker seine Tätigkeit auf. Er kam aus Pilsnitz (Stadtteil von Breslau), wo er bereits als Pfarrer an einer Kirche mit dem Patrozinium St. Konrad von Parzham tätig war. Zunächst fanden die katholischen Gottesdienste in Oker in der evangelischen Martin-Luther-Kirche statt.
Am 3. Juni 1951 erfolgte die Grundsteinlegung für die St.-Konrad-Kirche, und am 23. März 1952 folgte durch Bischof Joseph Godehard Machens ihre Konsekration. Am 1. Oktober 1957 wurde die Vikarie Oker zur Kirchengemeinde erhoben, und am 1. Oktober 1970 zur Pfarrei.
Seit dem 1. Juli 2007 gehört die Kirche zum damals neu errichteten Dekanat Goslar–Salzgitter, zuvor gehörte sie zum Dekanat Goslar. Am 30. April 2009 wurde der Förderverein Förderverein St. Konrad Oker gegründet, um den Erhalt der Kirche zu sichern. 2013 erfolgte eine Innen- und 2014 eine Außenrenovierung der Kirche, ausgeführt von Ehrenamtlichen der Gemeinde.

## Architektur und Ausstattung

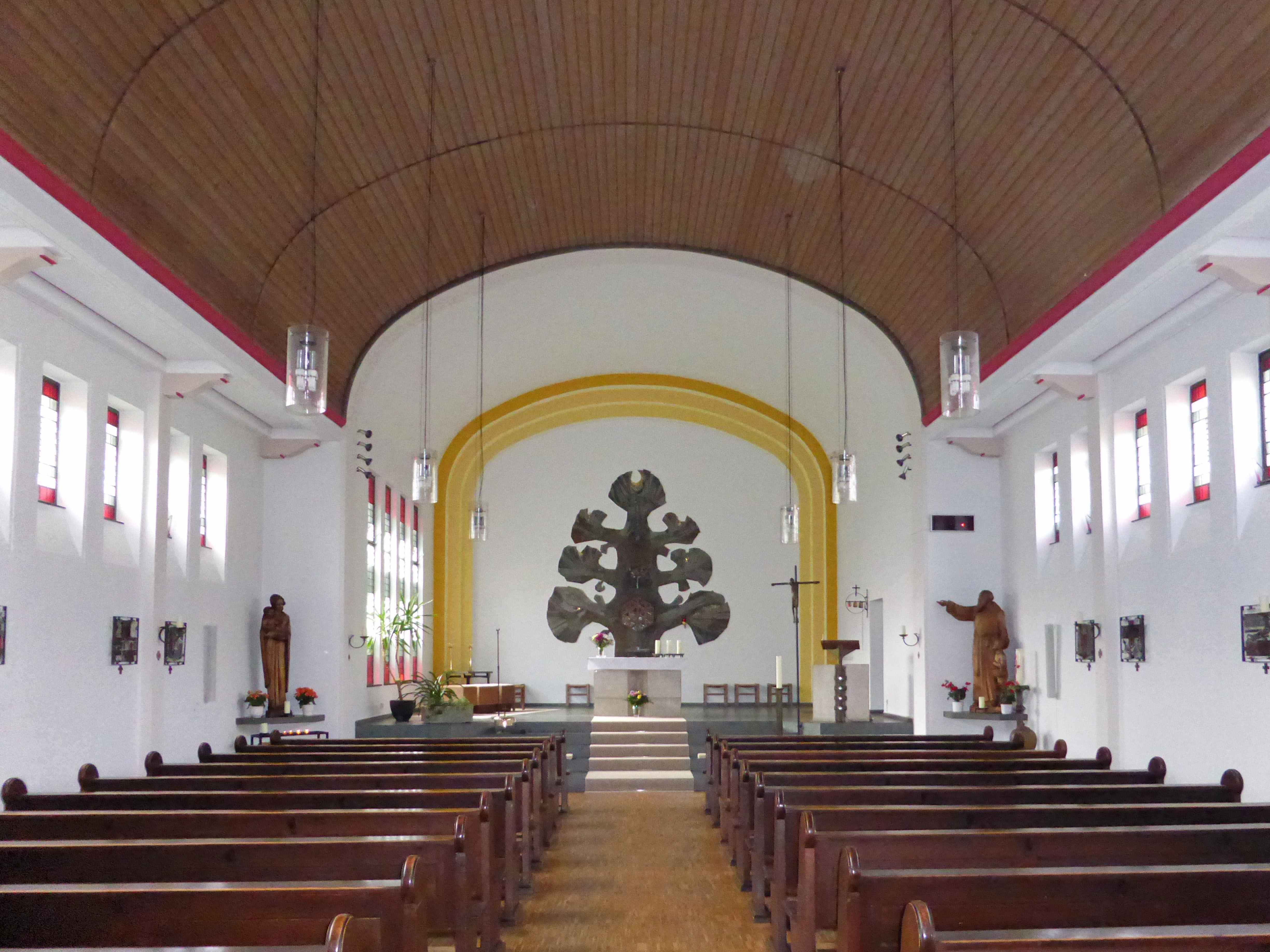
Inneres

Die Kirche mit ihrem kreuzbekrönten Glockenturm wurde nach Plänen von Josef Fehlig erbaut und bietet rund 180 Besuchern Sitzplätze. Links und rechts vom Altarraum haben Statuen der heiligen Maria, vor der Opferkerzen aufgestellt werden können, sowie des Schutzheiligen der Kirche, des heiligen Konrad von Parzham, ihren Platz. Ihr 15 Stationen umfassender Kreuzweg wurde 1979 von Claus Kilian entworfen. Unter der Orgelempore befinden sich der Beichtstuhl und das aus der Schönstattbewegung bekannte Marienbild Zuflucht der Sünder. Neben der Kirche befindet sich das Pater-Christelbach-Haus, das zur Kirche gehörende Pfarrheim.

### Orgel
Die von Orgelbaumeister Manfred Gaulke aus Hüddessum errichtete Orgel besitzt 10 Register auf zwei Manualen und Pedal.
| I Manual C–   |    |
| Principal     | 8′ |
| Quintade      | 8′ |
| Octave        | 4′ |
| Waldflöte     | 2′ |
| Mixtur II–III | 1′ |

| II Manual C– |       |
| Holzgedackt  | 8′    |
| Rohrflöte    | 4′    |
| Principal    | 2′    |
| Sifflöte     | 1 ⁄3′ |

| Pedalwerk C– |     |
| Subbaß       | 16′ |

- Koppeln: II/I, I/P, II/P